# 考夫曼 (德克薩斯州)
考夫曼（英語：Kaufman）是一個位於美國德克薩斯州考夫曼縣的城市。根據2010年美國人口普查，該地共人口6703人，而該地的面積約為22.07平方千米。同時該地也是考夫曼縣的縣治。

## 地理
考夫曼的座標為32°35′07″N 96°18′28″W / 32.58528°N 96.30778°W，而該地的平均海拔高度為140米（即459英尺）。